# Sandgrässmyg
Sandgrässmyg (Amytornis oweni) är en nyligen urskild fågelart i familjen blåsmygar inom ordningen tättingar.

## Utbredning och systematik
Fågeln förekommer i Australien. Den delas in i två underarter med följande utbredning:
- Amytornis oweni oweni – förekommer på inlandssandslätter från centrala Western Australia till centrala Queensland och nordvästra South Australia
- Amytornis oweni aenigma – förekommer på västra Eyrehalvön i södra South Australia

Sandgrässmygen inkluderades tidigare i Amytornis whitei, men urskiljs sedan 2024 som egen art baserat på skillnader i morfologi och ekologi.

## Status
IUCN erkänner den ännu inte som art, varför den inte placeras i någon hotkategori.